# Akeem Stewart
Akeem Stewart (5 de julio de 1992) es un deportista trinitense que compite en atletismo adaptado. Ganó tres medallas en los Juegos Paralímpicos de Verano, en los años 2016 y 2024.

## Palmarés internacional
| Juegos Paralímpicos | Juegos Paralímpicos     | Juegos Paralímpicos | Juegos Paralímpicos |
| Año                 | Lugar                   | Medalla             | Prueba              |
| ------------------- | ----------------------- | ------------------- | ------------------- |
| 2016                | Río de Janeiro (Brasil) | Medalla de oro      | Jabalina F44        |
| 2016                | Río de Janeiro (Brasil) | Medalla de plata    | Disco F44           |
| 2024                | París (Francia)         | Medalla de plata    | Disco F64           |